# Zusatz- und Sonderversorgung
Die Zusatz- und Sonderversorgungen waren Bestandteil der gesetzlichen Rentenversicherung in der DDR. Zusätzlich zur Sozialversicherung wurden für bestimmte Berufsgruppen und Personenkreise Versorgungssysteme aufgebaut.
Leistungen aus der Zusatzversorgung wurden dabei zusätzlich zu den Leistungen aus einer Sozialversicherung gewährt. Die Versorgungssysteme ähnelten in etwa den in der Bundesrepublik Deutschland vorhandenen Betriebsrenten bzw. der Zusatzversorgung des öffentlichen Dienstes.
Leistungen aus der Sonderversorgung dagegen wurden anstelle einer Leistung aus der Sozialpflichtversicherung gewährt. Diese Versorgung glich damit der Beamtenversorgung der Bundesrepublik.
Es existierten 27 Zusatzversorgungssysteme und vier Sonderversorgungssysteme.
Die Systeme wurden durch das Anspruchs- und Anwartschaftsüberführungsgesetz (AAÜG, Art. 3 des Rentenüberleitungsgesetzes) geschlossen und die erworbenen Ansprüche und Anwartschaften in die gesetzliche Rentenversicherung überführt.
Durch die Rechtsprechung des 4. Senats des Bundessozialgerichts (BSG) wurde der Anwendungsbereich der Ansprüche und Anwartschaften nach dem AAÜG erheblich ausgeweitet. Demnach ist auch der fiktive Erwerb – allein aufgrund der Tätigkeit ohne offiziellem Beitritt zur ZV – von Anwartschaften möglich. Das BSG sorgte mit einer Serie von Urteilen vom 8. und 9. April 2002 (z. B. Az. B 4 RA 36/01 R) wieder für Einschränkungen. Die Ausweitung des betroffenen Personenkreises hatte zu Zusatzkosten in Milliardenhöhe für den Steuerzahler geführt. Die Sozialgerichtsbarkeit wird regelmäßig mit Prozessen zur Anwendung der BSG-Rechtsprechung befasst.

## Zusatzversorgungssysteme
1. Zusätzliche Altersversorgung der technischen Intelligenz, eingeführt mit Wirkung vom 17. August 1950.
2. Zusätzliche Altersversorgung der Generaldirektoren der zentral geleiteten Kombinate und ihnen gleichstellte Leiter zentral geleiteter Wirtschaftsorganisationen, eingeführt mit Wirkung vom 1. Januar 1986.
3. Zusätzliche Altersversorgung für verdienstvolle Vorsitzende von Produktionsgenossenschaften und Leiter kooperativer Einrichtungen der Landwirtschaft, eingeführt mit Wirkung vom 1. Januar 1988.
4. Altersversorgung der Intelligenz an wissenschaftlichen, künstlerischen, pädagogischen und medizinischen Einrichtungen, eingeführt mit Wirkung vom 12. Juli 1951.
5. Altersversorgung der wissenschaftlichen Mitarbeiter der Akademie der Wissenschaften zu Berlin und der Deutschen Akademie der Landwirtschaftswissenschaften zu Berlin, eingeführt mit Wirkung vom 1. August 1951 bzw. 1. Januar 1952.
6. Altersversorgung der Ärzte, Zahnärzte, Apotheker und anderer Hochschulkader in konfessionellen Einrichtungen des Gesundheits- und Sozialwesens, eingeführt mit Wirkung vom 1. Januar 1979.
7. Freiwillige zusätzliche Versorgung für Ärzte, Zahnärzte, Apotheker und andere Hochschulkader in konfessionellen Einrichtungen des Gesundheits- und Sozialwesens, eingeführt mit Wirkung vom 1. Juli 1988.
8. Freiwillige zusätzliche Versorgung für Ärzte, Zahnärzte, Apotheker und andere Hochschulkader in staatlichen Einrichtungen des Gesundheits- und Sozialwesens einschließlich der Apotheker in privaten Apotheken, eingeführt mit Wirkung vom 1. Juli 1988.
9. Altersversorgung der Ärzte und Zahnärzte in eigener Praxis, eingeführt mit Wirkung vom 1. Januar 1959.
10. Altersversorgung der Ärzte und Zahnärzte in privaten Einrichtungen des Gesundheitswesens, eingeführt mit Wirkung vom 1. Januar 1959.
11. Freiwillige zusätzliche Versorgung für Tierärzte und andere Hochschulkader in Einrichtungen des staatlichen Veterinärwesens, eingeführt mit Wirkung vom 1. Juli 1988.
12. Altersversorgung der Tierärzte in eigener Praxis, eingeführt mit Wirkung vom 1. Januar 1959.
13. Zusätzliche Versorgung der künstlerisch Beschäftigten des Rundfunks, Fernsehens, Filmwesens sowie des Staatszirkusses der DDR und des VEB Deutsche Schallplatte, eingeführt mit Wirkung vom 1. Januar 1986.
14. Zusätzliche Versorgung der künstlerisch Beschäftigten in Theatern, Orchestern und staatlichen Ensembles, eingeführt mit Wirkung vom 1. Januar 1986.
15. Zusätzliche Versorgung für freiberuflich tätige Mitglieder des Schriftstellerverbandes der DDR, eingeführt mit Wirkung vom 1. Januar 1988.
16. Zusätzliche Altersversorgung für freischaffende bildende Künstler, eingeführt mit Wirkung vom 1. Januar 1989.
17. Zusätzliche Altersversorgung der Ballettmitglieder im Rahmen der Anordnung über die Gewährung einer berufsbezogenen Zuwendung an Ballettmitglieder in staatlichen Einrichtungen der DDR, eingeführt mit Wirkung vom 1. September 1976.
18. Zusätzliche Versorgung der Pädagogen in Einrichtungen der Volks- und Berufsbildung, eingeführt mit Wirkung vom 1. September 1976.
19. Freiwillige zusätzliche Altersversorgung für hauptamtliche Mitarbeiter des Staatsapparates, eingeführt mit Wirkung vom 1. März 1971.
20. Freiwillige zusätzliche Altersversorgung für hauptamtliche Mitarbeiter der Gesellschaft für Sport und Technik, eingeführt mit Wirkung vom 1. August 1973.
21. Freiwillige zusätzliche Altersversorgung für hauptamtliche Mitarbeiter gesellschaftlicher Organisationen, eingeführt mit Wirkung vom 1. Januar 1976, für hauptamtliche Mitarbeiter der Nationalen Front ab 1. Januar 1972.
22. Freiwillige zusätzliche Funktionärsunterstützung für hauptamtliche Mitarbeiter der Gewerkschaft FDGB, eingeführt mit Wirkung vom 1. April 1971.
23. Freiwillige zusätzliche Altersversorgung für hauptamtliche Mitarbeiter der LDPD, eingeführt mit Wirkung vom 1. Oktober 1971.
24. Freiwillige zusätzliche Altersversorgung für hauptamtliche Mitarbeiter der CDU, eingeführt mit Wirkung vom 1. Oktober 1971.
25. Freiwillige zusätzliche Altersversorgung für hauptamtliche Mitarbeiter der DBD, eingeführt mit Wirkung vom 1. Oktober 1971.
26. Freiwillige zusätzliche Altersversorgung für hauptamtliche Mitarbeiter der NDPD, eingeführt mit Wirkung vom 1. Oktober 1971.
27. Freiwillige zusätzliche Altersversorgung für hauptamtliche Mitarbeiter der SED/PDS, eingeführt mit Wirkung vom 1. August 1968.

(Quelle:)

## Sonderversorgungssysteme
1. Sonderversorgung der Angehörigen der Nationalen Volksarmee, eingeführt mit Wirkung vom 1. Juli 1957.
2. Sonderversorgung der Angehörigen der Deutschen Volkspolizei, der Organe der Feuerwehr und des Strafvollzugs, eingeführt mit Wirkung vom 1. Januar 1953.
3. Sonderversorgung der Angehörigen der Zollverwaltung der DDR, eingeführt mit Wirkung vom 1. November 1970.
4. Sonderversorgung der Angehörigen des ehemaligen Ministeriums für Staatssicherheit/ Amtes für Nationale Sicherheit, eingeführt mit Wirkung vom 1. Januar 1953.

(Quelle:)